# Swartzia vaupesiana
Swartzia vaupesiana är en ärtväxtart som beskrevs av John Macqueen Cowan. Swartzia vaupesiana ingår i släktet Swartzia och familjen ärtväxter.

## Underarter
Arten delas in i följande underarter:
- S. v. glauca
- S. v. vaupesiana